# Ana Luísa Guimarães
Ana Luísa de Santos Bandeira Guimarães (Lisboa, 13 de Setembro de 1956) é uma cineasta portuguesa e professora de Cinema na Escola Superior de Teatro e Cinema do Instituto Politécnico de Lisboa, onde se formou. Foi casada com o cineasta Vítor Gonçalves e é mãe de Duarte Guimarães.

## Percurso
Realizou a curta-metragem O Visitante que foi exibida no Fantasporto de 1985. Foi responsável pela montagem dos filmes Repórter X e Uma Rapariga no Verão.
Em 1991 realizou o filme Nuvem que venceu os Se7es de Ouro de 1992 nas categorias de Melhor Filme, Revelação - Ana Luísa Guimarães e Interpretação Masculina para Diogo Infante na sua estreia em cinema. Rosa de Castro André recebeu o prémio de Melhor Interpretação Feminina no Festival de Huelva. Em 1994, a realizadora recusou fazer uma longa-metragem no âmbito de Lisboa 94 - capital da cultura.
Em 1995 colaborou no programa Pátio da Fama, apresentado por Diogo Infante na RTP.
Foi directora de actores da série Riscos da RTP. Em 2000 faz o mesmo papel na novela Todo o Tempo do Mundo da TVI.
Em 2005  foi um dos encenadores, com Diogo Infante, da peça A Casa de Bernarda Alba.
Em 2007 encena a peça Dúvida que contou com a interpretação de Eunice Muñoz, Diogo Infante, Isabel Abreu e Lucília Raimundo.

## Filmografia
Realizou as seguintes longas-metragens: 
- 1992 - Nuvem [4]
- 1984 - O Visitante [5]

## Televisão
Foi directora de actores dos seguintes projectos televisivos:
- 2000 - Todo o Tempo do Mundo, NBP, TVI
- 1997 - Riscos, RTP
- 1994 - Pátio da Fama, TGSA, SIC

## Teatro
- 2005, A Casa de Bernarda Alba, co-encenação com Diogo Infante, Teatro Municipal São Luiz, Lisboa[6]